# Van Hool A507
De Van Hool A507 is een midibustype van de Belgische fabrikant Van Hool. Deze bussen zijn de midibusversie van de Van Hool A500 en zijn geleverd met een deur midden in de bus.
De A507 is 7,5 meter lang en 2,245 meter breed en is hiermee kleiner dan de Van Hool A508. De breedte van de bus is kleiner dan die van een normale stadsbus. Dit maakt de bus uitermate geschikt voor smalle straten. De A507 was de kleinste busmodel die Van Hool ooit geproduceerd heeft.

## Inzet
Dit bustype komt alleen voor in Griekenland bij de Griekse vervoersbedrijf E.THE.L en in Duitsland in het plaatsje Marburg. In totaal werden er maar 34 exemplaren geproduceerd.
| Land        | Bedrijf            | Type | Serie     | Aantal | Bouwjaar  | Inzet   | Opmerking            |
| ----------- | ------------------ | ---- | --------- | ------ | --------- | ------- | -------------------- |
| Duitsland   | Stadtwerke Marburg | A507 | ??        | 1      | ??        | Marburg |                      |
| Griekenland | E.THE.L            | A507 | 401 - 433 | 33     | 1991-1992 | Athene  | 428 is buiten dienst |